# 亚卡瓦利
亚卡瓦利是美国加利福尼亚州圣贝纳迪诺县下属的一座城市。建市于1991年11月27日，面积大约为40.02平方英里（103.7平方公里）。根据2010年美国人口普查，该市有人口20,700人。